# 697 г. пр.н.е.

## Събития

### В Западна Азия

#### В Асирия
- Цар на Асирия е Сенахериб (705 – 681 пр.н.е.).[1] До тази година Сенахериб ръководи своя пети военен поход насочен срещу планинските области на изток от царството му.[2]
- Вавилон е управляван от Ашур-надин-шуми (700 – 694 пр.н.е).[3]

##### В Юдея
- Тази година е една от често приеманите за начало на царуването на юдейския цар Манасия (697 – 642 пр.н.е.), който се възкачва на трона на 12 години и наследява баща си Езекия (727 – 698). Подобно на баща му Манасия остава във васално положение спрямo Асирия.[4][notes 1]

#### В Елам
- Цар на Еламитското царство е Халушу-Иншушинак II (699 – 693 пр.н.е.).[1]

## Починали
Бележки:
1. ↑  Хронологията на царуването на Езекия и Манасия не е точно определена. За първия е широко прието, че управлява 29 години и според едния вариант периодът на царуване е посочен по-горе, а според другия той е 727 – 716 като съвладетел с баща му, 716/715 – 687 г. пр.н.е. като самостоятелен владетел и 697 – 687 г. пр.н.е. като съвладетел със сина си Манасия.